# Tatia

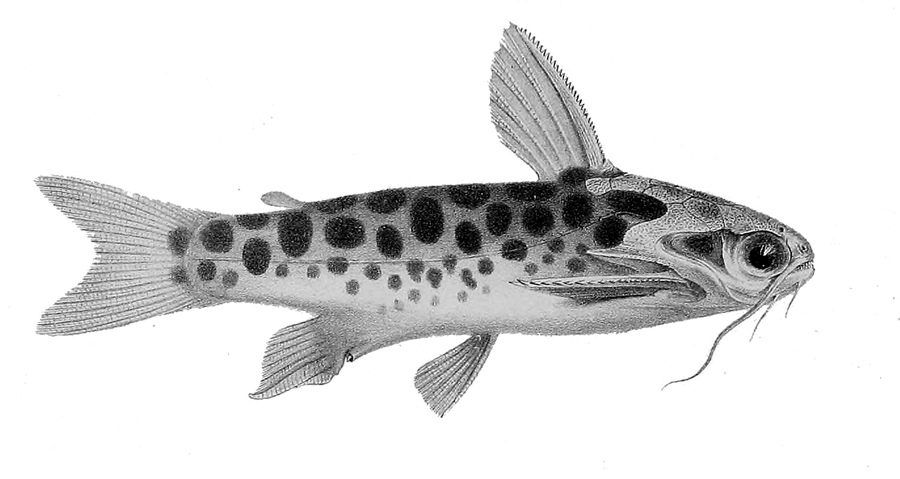
Tatia intermedia, la especie tipo de este género.

Tatia es un género de peces silúridos de agua dulce de la familia Auchenipteridae. Está integrado por 16 especies, las que habitan en cursos fluviales subtropicales y tropicales de Sudamérica. Son peces de fondo y de costumbres nocturnas.

## Distribución geográfica
Este género habita en cursos fluviales subtropicales y tropicales del norte, centro-norte y centro-este de América del Sur. Por el norte varias especies alcanzan las Guayanas y Venezuela; por el noroeste llega a la región amazónica de Ecuador y Colombia (Tatia dunni); por el oeste la amazonia peruana (Tatia gyrina); por el sur llega a Uruguay, en la cuenca del río Uruguay (Tatia boemia).

## Taxonomía

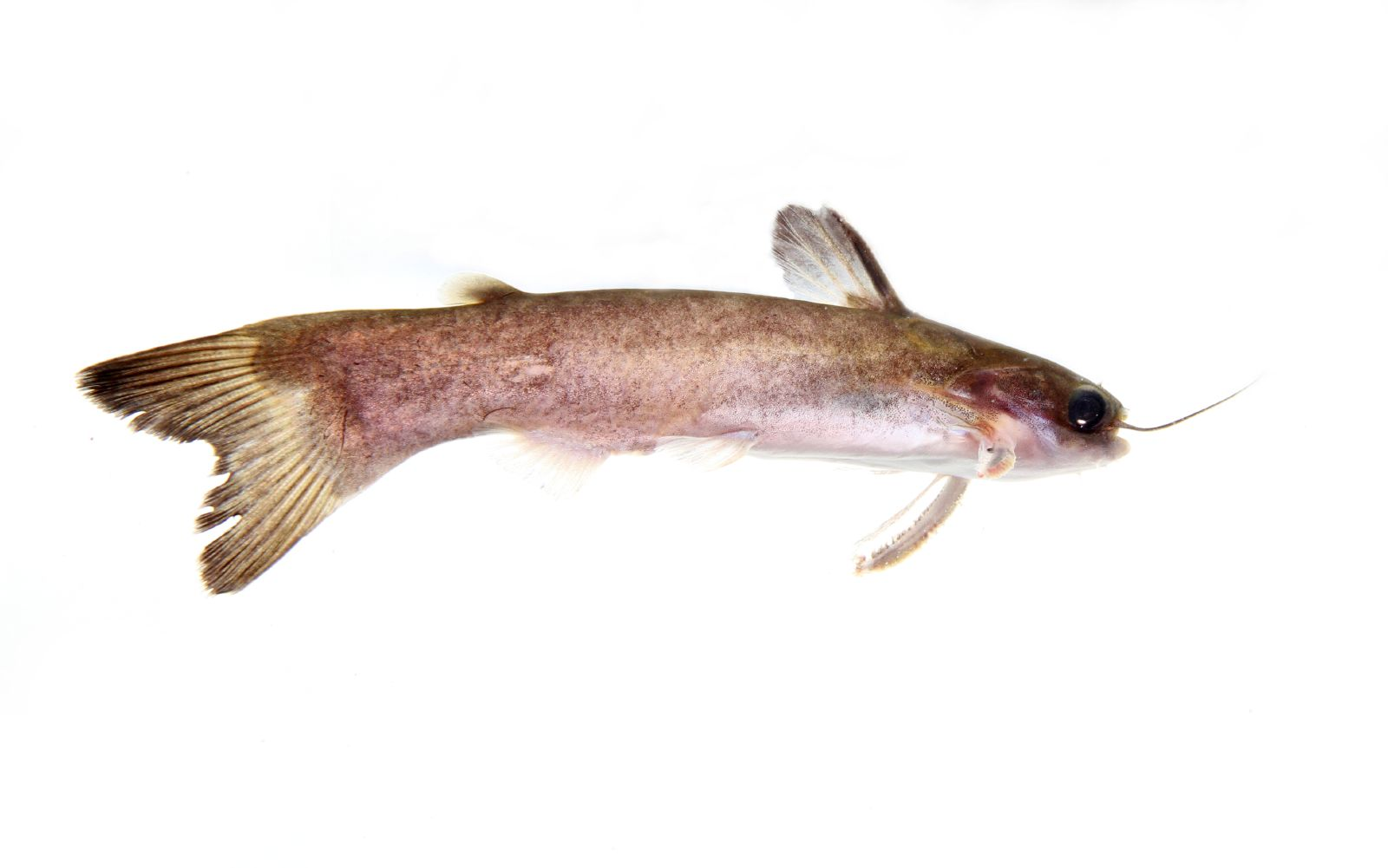
Tatia sp.

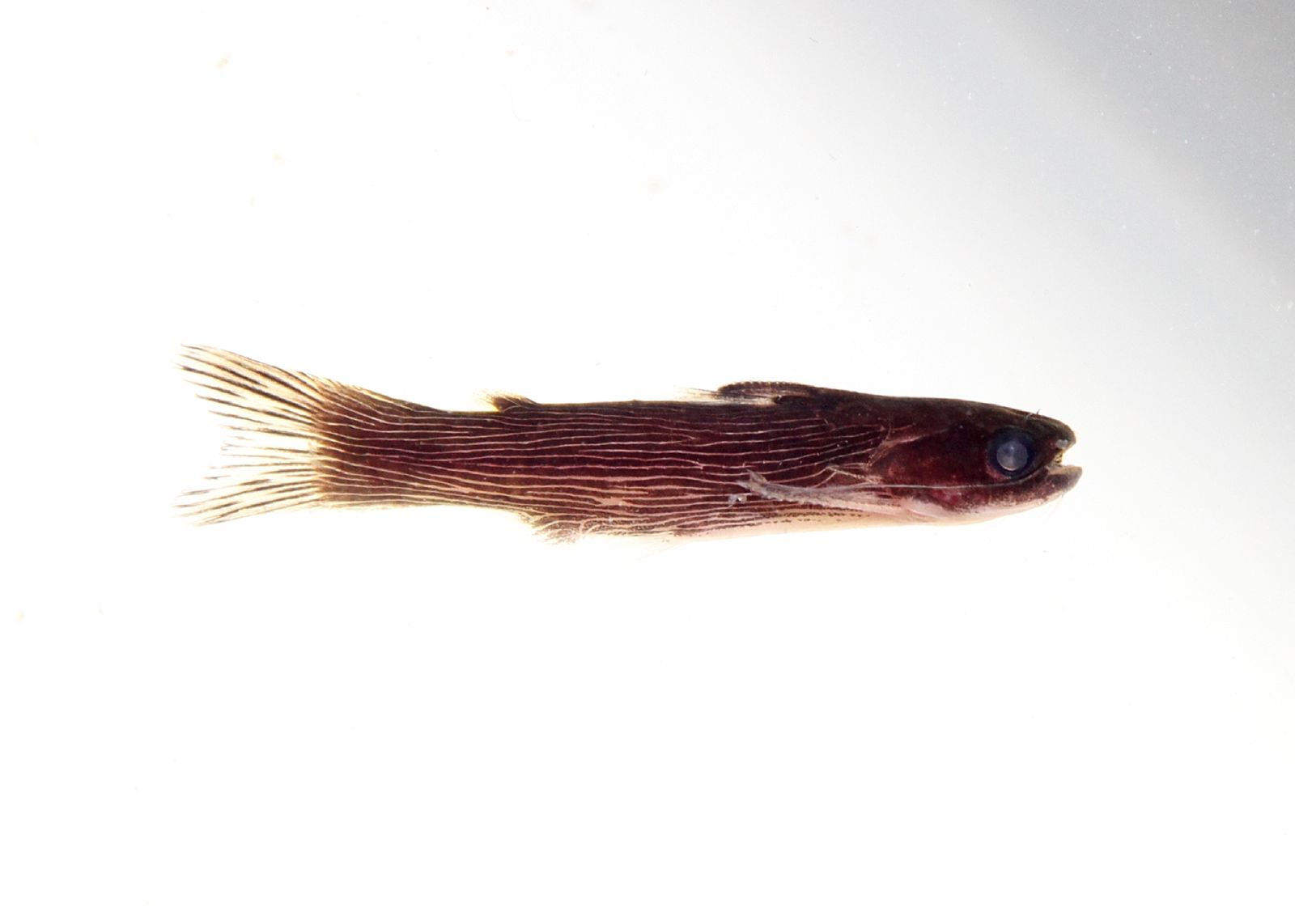
Tatia strigata.

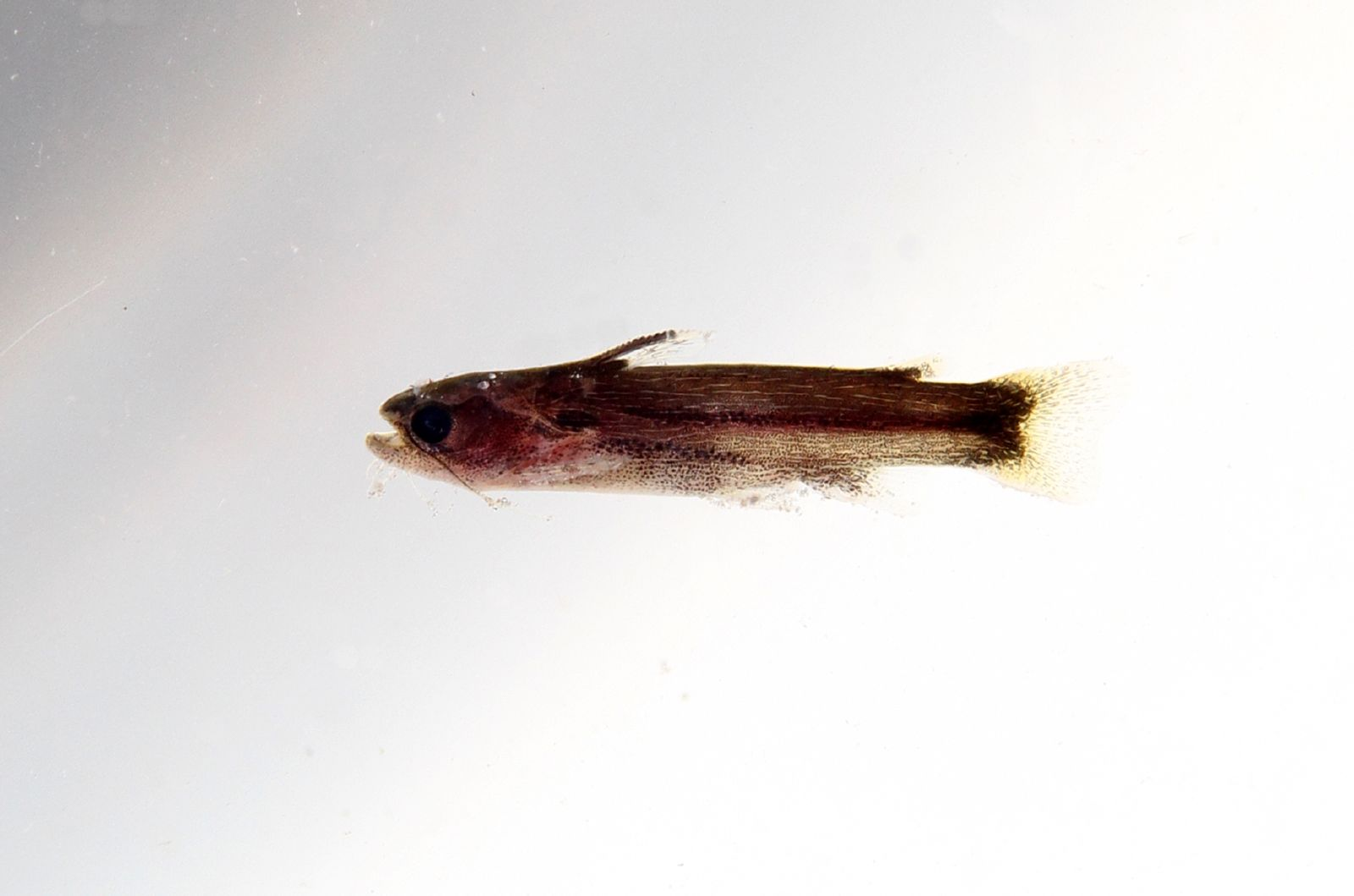
Tatia sp.

Este género fue descrito originalmente en el año 1911 por el naturalista brasileño Alípio de Miranda Ribeiro. La especie tipo es Centromochlus intermedius (Tatia intermedia) descrita originalmente en el año 1877 por Franz Steindachner. Dentro de la familia Auchenipteridae, a este género se lo sitúa en la subfamilia Centromochlinae.
Etimología
Etimológicamente el nombre genérico Tatia rinde honor al ictiólogo británico Charles Tate Regan.
Morfología
Agrupa peces de pequeño tamaño, alcanzando la mayor especie (Tatia aulopygia) los 16 cm de longitud total.
Especies
Está integrado por 17 especies:
- Tatia aulopygia (Kner, 1858)
- Tatia boemia W. R. Koch & R. E. dos Reis, 1996
- Tatia brunnea Mees, 1974
- Tatia carolae Vari & Ferraris, 2013
- Tatia caxiuanensis Sarmento-Soares & Martins-Pinheiro, 2008
- Tatia dunni (Fowler, 1945)
- Tatia galaxias Mees, 1974
- Tatia gyrina (C. H. Eigenmann & W. R. Allen, 1942)
- Tatia intermedia (Steindachner, 1877)
- Tatia jaracatia Pavanelli & Bifi, 2009
- Tatia marthae Vari & Ferraris, 2013
- Tatia meesi Sarmento-Soares & Martins-Pinheiro, 2008
- Tatia melanoleuca Vari y Calegari, 2014
- Tatia musaica Royero, 1992[7]
- Tatia neivai (R. Ihering, 1930)
- Tatia nigra Sarmento-Soares & Martins-Pinheiro, 2008
- Tatia strigata Soares-Porto, 1995